# Joe Marinelli
Joe Marinelli (Meriden, 21 de janeiro de 1957 – Burbank, 22 de junho de 2025) foi um ator estadunidense mais notavelmente reconhecido por seu papel como Benny Tagliatti na novela da NBC Santa Barbara. Ele interpretou o papel de 1988 até 1990. Após esse sucesso, ele apareceu como Pauly Hardman em 1994 na novela da CBS Guiding Light. Depois disso, ele foi contratado para o papel de Joseph Sorel no na série da ABC Hospital Geral em 1999, e apareceu por alguns anos como personagem. Joe teve muitos papéis como convidado no horário da noite como em House MD e apareceu em comerciais e documentários também.

## Premiações
Joe Marinelli foi premiado com um prestigiado Soap Opera Digest Award de melhor performance cômica numa novela (como o gangster travesti Bunny Tagliatti), fez parte de três prêmios Daytime Emmy de Melhor Telenovela, e um Screen Actors Guild Award de melhor performance por um elenco de um filme por sua atuação em Sideways, que também foi indicado para melhor filme no Óscar de 2005.

## Morte
Marinelli morreu em 22 de junho de 2025, aos 68 anos.

## Ligações Externas
- Joe Marinelli. no IMDb.